# Carlos Azócar
Carlos Felipe Azócar Cárcamo (14 de agosto de 1989) es un músico chileno originario de Ancud, en la cual reside actualmente, desarrolla una carrera como músico solista, ha trabajado en diversos proyectos musicales entre los que se destacan Saiko, Aiken, Rafa Rioz y Gabigar.

## Biografía

### Inicios
Carlos Azócar inició su amor por la música a los 11 años y a partir de los 14 años participó en presentaciones, participó en varias bandas locales, entre ellas Boxer, No Problem y Subalternos.
Luego migra a Santiago, estudia Música y Sonido en la Universidad Uniacc y luego Pedagogía en la Universidad Católica de Chile, se dedica durante un año a realizar clases de música en el colegio Melford College de Quilicura, en el año 2015 decide renunciar a la escuela para dedicase completamente a la música.

### Carrera Solista (2011 a la fecha)
Carlos Azócar inicia carrera solista en el año 2011 publicando el EP Extrañar y año 2012 el EP Esperar, ambos trabajos le permitieron dar presentaciones en ciudades como Concepción, Coquimbo, San Javier, Curicó, Santiago, Puerto Montt, Ancud y Castro, entre otras.
Luego de algunos años haciendo otras actividades como colaborando con distintas bandas, decide retomar su carrera solista estrenando dos sencillos de adelando llamados Las Murallas publicado en 2015, Todo va a salir como esperamos en 2016 y Un para siempre a fines de septiembre de 2017, que junto con sencillo El paso del tiempo de 2012 son parte de su primer álbum llamado Olvidar, que fue será lanzado el 12 de octubre el año 2017 en la sala SCD de Plaza Egaña y al día siguiente se publicó en la plataforma Spotify. El 7 de diciembre de 2018, publica En Vivo, vol.1, el primer álbum en vivo del artista que incluye presentaciones desde 2016 a 2018.

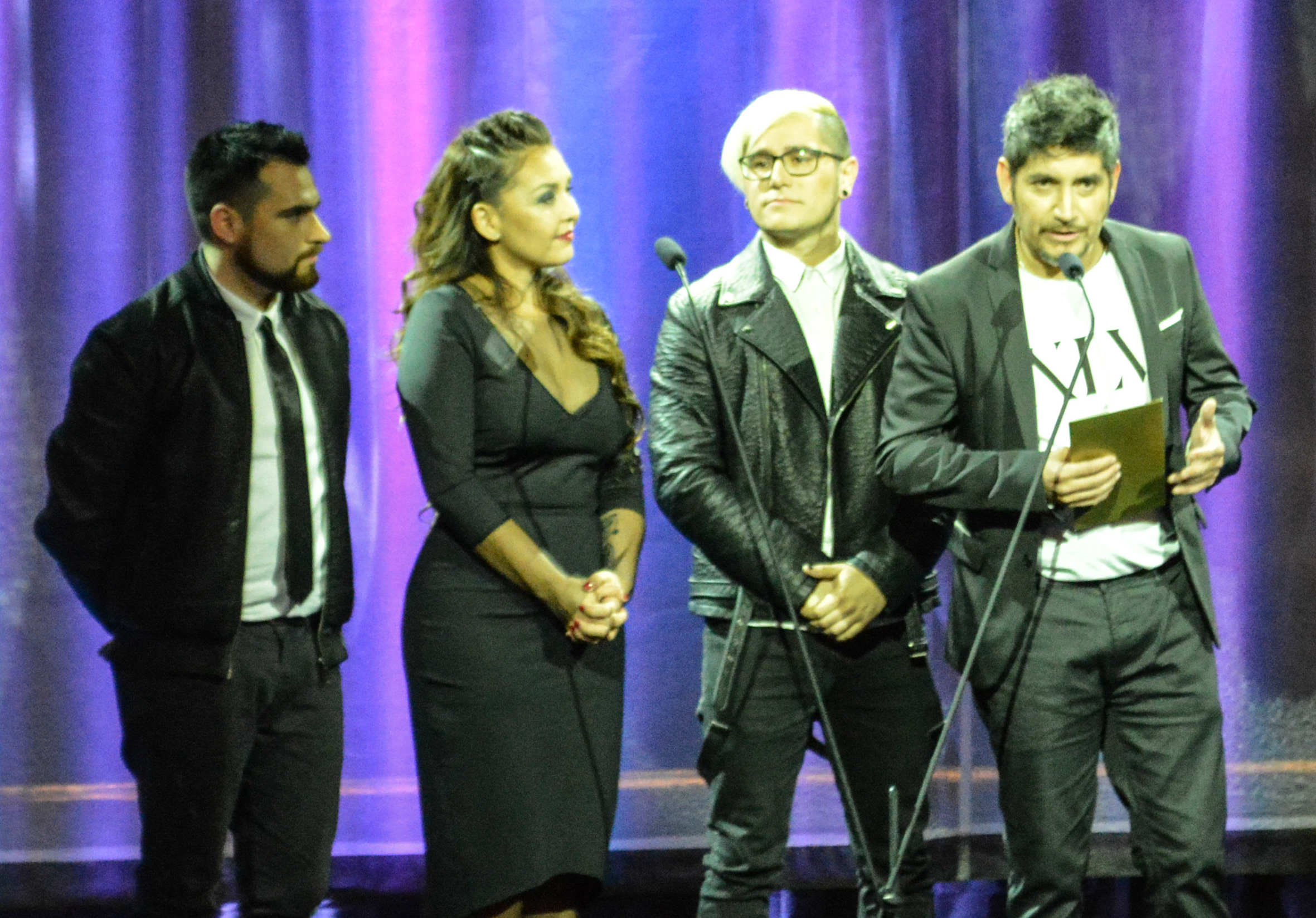
Saiko en la premiación de los premios Pulsar 2017, presentando la categoría Mejor artista pop.

### Saiko (2016-2019)
Durante el año 2015 ejerció como músico de sesión para las bandas Supernova y De Saloon, para reemplazar al guitarrista de ambas bandas que habían sufrido tendinitis y necesitaban cubrir tres fechas en vivo. En una de estas presentaciones, dentro del público se encontraba el mánager de la banda Saiko, que por ese tiempo se encontraba sin guitarrista y estaban en búsqueda de uno, este lo contacto con Luciano Rojas con el que oficializó su ingreso a la banda.
Se integra en enero de 2016 siendo parte de la presentación del 15 de enero en el Club Chocolate, que quedaría plasmado en el álbum Sigo quemando infinitos publicado en enero de 2017, mes en que también participan en la Cumbre del Rock Chileno.
Desde fines de 2016 junto a la banda trabajan en el nuevo álbum de estudio que ya tiene tres sencillos de adelanto: No me importa nada, El regalo y  Viaje Estelar, trabajo que recibió el nombre Lengua muerta y fue publicado el 4 de agosto de 2017.
El 4 de junio de 2019, anuncia a través de sus redes sociales su retiro de la banda para continuar sus proyectos personales.

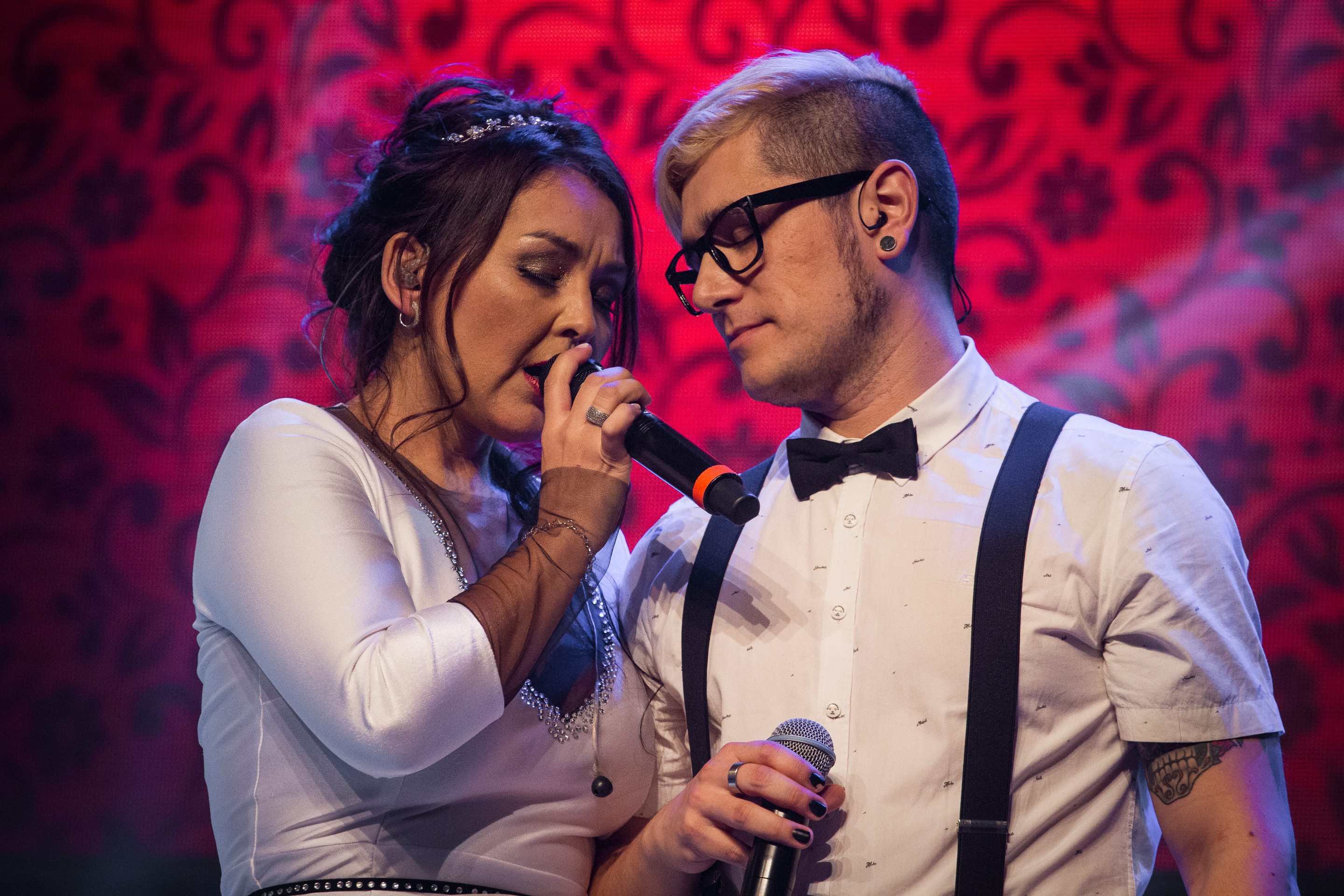
Carlos Azócar cantando junto a Denisse Malebrán en una presentación de Saiko en el año 2017

### Otros proyectos
Además de su proyecto solista y su participación en la banda Saiko, fue parte además de la banda Alean Labs (entre 2015 y 2016) como primera guitarra y coros:, banda con la que participó en el videoclip de la canción Hookie de la banda Alean Labs, interpretando al personaje CARZO, posteriormente tuvo una presentación junto a la banda en un show en vivo en el Bar La Batuta, en Santiago de Chile en marzo de 2016. Aiken (entre 2014 y 2016) como multinstrumentista: guitarra, teclado y segundas voces, banda con la que participó de una gira por México en mayo de 2015; guitarrista, y segundas voces de la banda R.E.S. (2011-2013); Guitarrista y segundas voces en la banda chilota Subalternos (2008-2011);   y guitarrista del proyecto solista del cantante iquiqueño Rafa Rioz, ha sido parte de la banda de musical del programa The Voice Chile en sus dos temporadas y también ha sido músico de sesión para Felipe Gost, VelizMusica, la Banda K2,  Leandro Martínez, Germaín de la Fuente, Claudio Ramírez, Supernova, De Saloon, Playroom, René Calderón, entre otros.

## Discografía

### Solista

#### Álbumes de estudio
- Olvidar (2017)

#### Álbumes en vivo
- En Vivo, vol. 1 (2018)

#### EP
- Extrañar (2011)
- Esperar (2012)

#### Sencillos
- El paso del tiempo (2012)
- Las murallas (2015)
- Todo va a salir como esperábamos (2016)
- Un para siempre (2017)
- No voy a estar (2018)

### Con Saiko

#### Álbumes
- Sigo quemando infinitos (2017)
- Lengua muerta (2017)

#### Sencillos
- No me importa nada (2016)
- El regalo (2017)
- Viaje estelar (2017)
- Arder el cielo (2017)
- Sabes (2018)

### Con otros artistas
| Año  | Artista          | Trabajo      | Tipo             | Rol                                                                    |
| ---- | ---------------- | ------------ | ---------------- | ---------------------------------------------------------------------- |
| 2012 | R.E.S.           | Magenta      | EP               | Guitarras y segundas voces                                             |
| 2012 | Véliz Música     | Hormigas     | EP               | Coproductor Musical, Guitarras eléctricas, teclados y coros            |
| 2015 | Banda Le Complot | Begin Again  | EP               | Vocal Coach, grabación, mezcla y mastering                             |
| 2015 | Aiken            | EP Chile     | EP               | Guitarras, teclados y coros                                            |
| 2015 | Aiken            | EP México    | EP               | Guitarras, teclados y coros                                            |
| 2016 | Véliz Música     | Luciérnagas  | EP               | Coproductor Musical, Guitarras eléctricas, teclados y coros            |
| 2016 | Claudio Ramírez  | Like a Ghost | Álbum de estudio | Coproductor Musical, Guitarras eléctricas, acústicas, coros y teclados |
| 2016 | Banda K2         | Álma         | Álbum de estudio | Guitarras eléctricas y acústicas                                       |
| 2016 | Rafa Rioz        | Mil Sabores  | Sencillo         | Guitarra eléctrica y coros                                             |
| 2016 | Seba Molina      | Descubrir    | EP               | Productor musical, guitarrista, tecladista y grabación.                |

## Premios y nominaciones
| Año  | Otorgante             | Premio                      | Categoría   | Trabajo | Resultado | Ref.   |
| ---- | --------------------- | --------------------------- | ----------- | ------- | --------- | ------ |
| 2017 | La Estrella de Chiloé | Personaje destacado del año | Espectáculo | --      | Nominado  | [ 10 ] |